# Абд ар-Рахман Аззам
Абд ар-Рахма́н Азза́м (*8 березня 1893 — †2 червня 1976) — єгипетський політичний діяч.
Закінчив медичний коледж. Був прибічником партії Ватан. В часи Першої Світової війни став на бік всенародного руху проти італійських колонізаторів в Киренаїці та Триполітанії (в Лівії), організованому мусульманським релігійно-політичним орденом сенуситів (Дервішські ордени). Був оголошений італійською вадою до смертної кари.
В 1918 році брав участь у створенні Триполітанської республіки, в 1920 році став політичним радником її уряду. Після падіння республіки повернувся до Єгипту. Входив до партії Вафд, був депутатом парламенту. Вийшов з партії після підписання англо-єгипетського договору 1936 року. В 1936-39 роках на дипломатичній роботі, був послом Єгипту в країнах Близького Сходу. В 1939-40 роках - член уряду (міністр вакфів, потім — соціальних справ).
Один з найбільших діячів панарабізму. З березня 1945 року був першим генеральним секретарем Ліги арабських держав (до вересня 1952). Відіграв велику роль у боротьбі за арабську єдність.